# 関西棋院
一般財団法人関西棋院（かんさいきいん）は囲碁の棋士を統括し、近畿を中心として棋戦や囲碁普及などの活動を行う組織（一般財団法人）。日本棋院から1950年に分離独立。2025年現在、135人の棋士が所属している。機関誌『囲碁関西』（月刊）を発行していた（月刊誌としては2019年4月号までで、同年5月からは季刊に移行）。
なお、同じく大阪府大阪市にある囲碁団体の関西総本部は日本棋院の関西支部であり、関西棋院とは別の組織である。

## 概要
本院は大阪府大阪市中央区北浜にあり、全棋士が本院所属である。
事業活動として、プロ棋士の対局の実施運営、 各種囲碁大会・囲碁セミナー・囲碁ツアーの実施。機関紙『囲碁関西』など出版事業、免状の発行、囲碁サロン・囲碁教室・子ども囲碁学園の経営、 囲碁ネット事業等。2010年現在、48支部ある。
所属棋士が各種タイトル戦に参加する場合、まず3段階（ABC方式）の院内予選を行ない、その勝者が日本棋院所属棋士と混合の最終予選に出場することが多い。また関西棋院独自の棋戦として、関西棋院第一位決定戦と産経プロアマトーナメント戦がある。その一方、本因坊戦最終予選の参加枠は4人（日本棋院の7分の1）に限られ、竜星戦・阿含桐山杯・NECカップ囲碁トーナメント戦についても出場制限が課されている。
日本棋院同様の院生からの入段（プロ入り）制度とは別に、特例で年長のアマ強豪をプロ編入してきた歴史があり、陳嘉鋭・坂井秀至・石井茜らにプロ棋士への道を開いた。2009年からは「研修棋士制度」としてプロ編入試験（試験碁）を制度化し、2018年まで運用された。2018年からは、後継の制度として「外来棋士採用試験」が導入されている。

## 歴史

### 独立までの動き
日本棋院設立から昭和初期までの関西囲碁界は、主な棋士は日本棋院に参加し、関西支部（後に関西本部）が設立されていた。中心にいたのは久保松勝喜代、光原伊太郎などで、独自の大手合も行っていたが、五段以上の昇段は東京でなければ認められず、若手の高川格や田中不二男をはじめ、有力な棋士は東京の大手合にも参加していた。
終戦後は、戦時中に宝塚に疎開していた橋本宇太郎を中心にまとまり、関西在住の棋士達の待遇面（主に昇段制度、交通関係）での地位向上を目指した。1947年（昭和22年）には、空襲で焼けた日本棋院会館の復興のために全棋士による募金活動が行われ、関西支部には計50万円の目標が課せられたが、関西でも資金が必要であることから、募金の半分を東京に送ることにして募金を行った。その結果100万円が集まったが、全額を関西で使おうという意見が棋士や後援者で強まり、関西の会館の建物を買い、財団法人関西棋院として財務上は独立した組織となった。

### 東西対立から独立
関西棋院が法人として独立した後も、日本棋院との関係はそれまでとは変わりなかった。1950年（昭和25年）には日本棋院と関西棋院の12人ずつの選手による東西対抗戦、及び東西対抗勝ち抜き戦が行われた。この際、藤沢秀行に敗れた佐藤直男が涙を流して悔しがり、梶原武雄に逆転負けを喫した炭野武司が奇声を発して部屋中を飛び回るなど、東西の対抗意識は激化していった。
同年第5期本因坊戦で橋本宇太郎が本因坊位を獲得するが、その就位式席上で日本棋院津島寿一総裁が、これまで2年で1期だった本因坊戦を1年1期に改めると述べた。これが本因坊である橋本当人に相談もなく決められたことで、関西棋院の猛反発を呼ぶこととなった。関西棋院内部には独立派と協調派が生まれるが、多数となった独立派により同年9月に免状発行権を持った組織として独立が宣言される。協調派の棋士はここから分かれ、日本棋院関西総本部を設立した。
翌年の第6期本因坊戦では、日本棋院新鋭の期待株坂田栄男が挑戦権を得た。この七番勝負で橋本は坂田に1勝3敗に追い込まれたが、そこから3連勝して本因坊を防衛。もしこの勝負に橋本が敗れていたら関西棋院は発足直後に解散に追い込まれていただろうとも言われている。
また1958年に日本棋院東海本部が中部総本部に再編成した際に、伊神肇、植松弘聖らが離脱して、名古屋市に関西棋院中部総本部を設立した。

### 発展と現状
1960年代から70年代にかけては、橋本宇太郎と橋本昌二の「両橋本」（両者に血縁関係はない）が関西棋院の二枚看板となり、十段・王座のタイトルを奪うなど活躍した。1962年には名人戦リーグに10名中4名、本因坊リーグにも8名中3名の関西棋院所属棋士が参加（半田道玄が本因坊挑戦権獲得）、第1期・第2期の十段の座を橋本宇太郎と半田道玄の関西勢同士が争うなど、大いに気勢を上げた。橋本昌二は「組織存続のため、日本棋院との戦いは死活問題だった」と語る。
しかし日本棋院との緊張関係が緩和に向かった上、独立によって日本棋院所属棋士との対局機会が減少したこともあり、所属棋士の活躍は次第に目立たなくなった。七大タイトル保持者も、1981年の橋本昌二（王座）以降、長らく出現しなかった（次項参照）。三大タイトル（棋聖・名人・本因坊）リーグ在籍者もゼロの年が目立ちはじめ、特に本因坊リーグへは2000年度（結城聡）以降、2009年度（同）まで参加がなかった。
しかし2010年になり、坂井秀至が碁聖のタイトルを奪取すると、結城聡も天元位を獲得してこれに続いた。2014年には村川大介が井山裕太から王座を、2019年にはやはり井山から十段を奪取するなど、かつての勢いを取り戻した。2012年の第68期本因坊リーグは8名中3名（32期ぶり）、2013年の第38期名人戦リーグも9名中3名を関西棋院勢が占めた。
中部総本部には一時は20名を超える棋士が所属したが、2010年3月末をもって閉鎖された。
2012年4月1日、法人制度改革に伴い、公益法人より活動の制約が少ない一般財団法人となった。日本棋院との再統合も何度か話題に上っているが、未だに実現していない。アジア大会の際、日本棋院と共に全日本囲碁連合結成に参加するなど、そのあり方の模索が続いている。
その一方で小学生の藤田怜央が英才特別採用され、2022年9月1日に初段でデビュー、それまでの仲邑菫を上回り9歳4ヶ月を更新することになった。

## 顕彰
1973年に関西棋院賞を創設し、最優秀棋士賞、利仙賞（敢闘賞）、道玄賞（殊勲賞）、新人賞を設ける。1981年からは連勝賞、1992年には永井賞（30歳未満が対象）、山野賞（普及貢献賞）、2007年には吉田賞（対外戦最多勝）を設けた。

## 関西棋院棋士のタイトル戦
関西棋院棋士の七大棋戦での成績を示す。なお、七大棋戦の総数は1952年まで本因坊戦のみの1棋戦、1953年に2棋戦、1962年に4棋戦、1975年に5棋戦、1976年に6棋戦、1977年に7棋戦である。詳細は日本の囲碁タイトル在位者一覧を参照。色付きはタイトル獲得。
| 年代 (結果)               | 年     | 棋戦   | 関西棋院棋士 | 結果 | 相手       |
| ------------------------- | ------ | ------ | ------------ | ---- | ---------- |
| 1940年代 (出場4、 獲得3)  | 1941年 | 本因坊 | 関山利一     | 3-3  | 加藤信     |
| 1940年代 (出場4、 獲得3)  | 1943年 | 本因坊 | 橋本宇太郎   | 1-0  | 関山利一   |
| 1940年代 (出場4、 獲得3)  | 1945年 | 本因坊 | 橋本宇太郎   | 0-2  | 岩本薫     |
| 1940年代 (出場4、 獲得3)  | 1949年 | 本因坊 | 橋本宇太郎   | 4-0  | 岩本薫     |
| 1950年代 (出場8、 獲得5)  | 1951年 | 本因坊 | 橋本宇太郎   | 4-3  | 坂田栄男   |
| 1950年代 (出場8、 獲得5)  | 1952年 | 本因坊 | 橋本宇太郎   | 1-4  | 高川格     |
| 1950年代 (出場8、 獲得5)  | 1953年 | 王座   | 橋本宇太郎   | 1-0  | 前田陳爾   |
| 1950年代 (出場8、 獲得5)  | 1955年 | 王座   | 橋本宇太郎   | 2-1  | 島村利博   |
| 1950年代 (出場8、 獲得5)  | 1956年 | 王座   | 橋本宇太郎   | 2-0  | 坂田栄男   |
| 1950年代 (出場8、 獲得5)  | 1957年 | 王座   | 半田道玄     | 0-2  | 島村利博   |
| 1950年代 (出場8、 獲得5)  | 1958年 | 王座   | 半田道玄     | 0-2  | 藤沢朋斎   |
| 1950年代 (出場8、 獲得5)  | 1959年 | 王座   | 橋本昌二     | 2-0  | 山部俊郎   |
| 1960年代 (出場6、 獲得4)  | 1960年 | 王座   | 半田道玄     | 2-0  | 大窪一玄   |
| 1960年代 (出場6、 獲得4)  | 1962年 | 十段   | 橋本宇太郎   | 3-1  | 半田道玄   |
| 1960年代 (出場6、 獲得4)  | 1962年 | 本因坊 | 半田道玄     | 1-4  | 坂田栄男   |
| 1960年代 (出場6、 獲得4)  | 1963年 | 十段   | 半田道玄     | 3-1  | 橋本宇太郎 |
| 1960年代 (出場6、 獲得4)  | 1965年 | 王座   | 半田道玄     | 2-0  | 大窪一玄   |
| 1960年代 (出場6、 獲得4)  | 1967年 | 王座   | 橋本昌二     | 0-2  | 藤沢秀行   |
| 1970年代 (出場7、 獲得1)  | 1971年 | 王座   | 橋本昌二     | 0-2  | 坂田栄男   |
| 1970年代 (出場7、 獲得1)  | 1972年 | 王座   | 橋本宇太郎   | 1-2  | 坂田栄男   |
| 1970年代 (出場7、 獲得1)  | 1974年 | 十段   | 橋本昌二     | 3-1  | 坂田栄男   |
| 1970年代 (出場7、 獲得1)  | 1975年 | 十段   | 橋本昌二     | 0-3  | 林海峰     |
| 1970年代 (出場7、 獲得1)  | 1977年 | 棋聖   | 橋本宇太郎   | 1-4  | 藤沢秀行   |
| 1970年代 (出場7、 獲得1)  | 1977年 | 天元   | 苑田勇一     | 1-3  | 島村俊宏   |
| 1970年代 (出場7、 獲得1)  | 1979年 | 十段   | 橋本昌二     | 1-3  | 加藤正夫   |
| 1980年代 (出場6、 獲得1)  | 1981年 | 十段   | 橋本昌二     | 2-3  | 大竹英雄   |
| 1980年代 (出場6、 獲得1)  | 1981年 | 王座   | 橋本昌二     | 2-1  | 加藤正夫   |
| 1980年代 (出場6、 獲得1)  | 1982年 | 王座   | 橋本昌二     | 2-0  | 加藤正夫   |
| 1980年代 (出場6、 獲得1)  | 1986年 | 天元   | 苑田勇一     | 1-3  | 小林光一   |
| 1980年代 (出場6、 獲得1)  | 1988年 | 天元   | 苑田勇一     | 1-3  | 趙治勲     |
| 1980年代 (出場6、 獲得1)  | 1989年 | 碁聖   | 今村俊也     | 1-3  | 小林光一   |
| 1990年代 (出場2、 獲得0)  | 1997年 | 碁聖   | 結城聡       | 1-3  | 依田紀基   |
| 1990年代 (出場2、 獲得0)  | 1998年 | 碁聖   | 苑田勇一     | 0-3  | 依田紀基   |
| 2000年代 (出場6、 獲得0)  | 2002年 | 碁聖   | 結城聡       | 1-3  | 小林光一   |
| 2000年代 (出場6、 獲得0)  | 2005年 | 棋聖   | 結城聡       | 3-4  | 羽根直樹   |
| 2000年代 (出場6、 獲得0)  | 2005年 | 碁聖   | 結城聡       | 0-3  | 依田紀基   |
| 2000年代 (出場6、 獲得0)  | 2007年 | 王座   | 今村俊也     | 1-3  | 山下敬吾   |
| 2000年代 (出場6、 獲得0)  | 2007年 | 碁聖   | 横田茂昭     | 0-3  | 張栩       |
| 2000年代 (出場6、 獲得0)  | 2009年 | 碁聖   | 結城聡       | 0-3  | 張栩       |
| 2010年代 (出場13、 獲得5) | 2010年 | 碁聖   | 坂井秀至     | 3-2  | 張栩       |
| 2010年代 (出場13、 獲得5) | 2010年 | 天元   | 結城聡       | 3-0  | 山下敬吾   |
| 2010年代 (出場13、 獲得5) | 2011年 | 碁聖   | 坂井秀至     | 2-3  | 羽根直樹   |
| 2010年代 (出場13、 獲得5) | 2011年 | 天元   | 結城聡       | 0-3  | 井山裕太   |
| 2010年代 (出場13、 獲得5) | 2013年 | 十段   | 結城聡       | 3-2  | 井山裕太   |
| 2010年代 (出場13、 獲得5) | 2014年 | 十段   | 結城聡       | 2-3  | 高尾紳路   |
| 2010年代 (出場13、 獲得5) | 2014年 | 王座   | 村川大介     | 3-2  | 井山裕太   |
| 2010年代 (出場13、 獲得5) | 2015年 | 王座   | 村川大介     | 0-3  | 井山裕太   |
| 2010年代 (出場13、 獲得5) | 2016年 | 碁聖   | 村川大介     | 0-3  | 井山裕太   |
| 2010年代 (出場13、 獲得5) | 2016年 | 王座   | 余正麒       | 0-3  | 井山裕太   |
| 2010年代 (出場13、 獲得5) | 2017年 | 十段   | 余正麒       | 1-3  | 井山裕太   |
| 2010年代 (出場13、 獲得5) | 2018年 | 十段   | 村川大介     | 0-3  | 井山裕太   |
| 2010年代 (出場13、 獲得5) | 2019年 | 十段   | 村川大介     | 3-1  | 井山裕太   |
| 2020年代 (出場5、獲得0)   | 2020年 | 十段   | 村川大介     | 1-3  | 芝野虎丸   |
| 2020年代 (出場5、獲得0)   | 2022年 | 十段   | 余正麒       | 0-3  | 許家元     |
| 2020年代 (出場5、獲得0)   | 2022年 | 王座   | 余正麒       | 0-3  | 井山裕太   |
| 2020年代 (出場5、獲得0)   | 2023年 | 王座   | 余正麒       | 2-3  | 井山裕太   |
| 2020年代 (出場5、獲得0)   | 2024年 | 本因坊 | 余正麒       | 0-3  | 一力遼     |

## 所属棋士
- 結城聡
- 苑田勇一
- 今村俊也
- 坂井秀至
- 白石裕
- 横田茂昭
- 橋本昌二
- 田中康湧
- 本田邦久
- 村川大介
- 中野泰宏
- 瀬戸大樹
- 清成哲也
- 余正麒
- 藤井秀哉
- 芦田磯子
- 小西和子
- 榊原史子
- 倉橋正行
- 吉田美香
- 石井茜（現・辰巳姓）
- 佐田篤史
- 出口万里子
- 西山静佳

他、総勢138名（2019年2月現在）

## 役員
段位の記載がある人物は関西棋院所属棋士。
- 理事長：池坊雅史
- 副理事長：空席
  - ※2024年までは永井一夫（ 1930年 - 2024年7月15日死去[11]）が37年間勤めていた。
- 理事：能村盛隆（大和ハウス工業 常務執行役員）、吉田正樹（弁護士）、村川大介（九段）、牛窪義高（九段）、清成哲也（九段）

（2025年7月現在）

## 参考図書
- 坂田栄男『囲碁百年 3 実力主義の時代』平凡社、1969年。